# .22 Hornet
El .22 Hornet o 5.6×35mmR es un cartucho de fuego central para rifle, introducido en 1930 al mercado como cartucho de caza menor. Es considerablemente más potente y versátil que el .22 Winchester Magnum y que el .17 HMR, ambos de fuego anular. logrando velocidades más altas que el .17 HMR con un proyectil dos veces más pesado. Por mucho tiempo fue el .22 de fuego central más pequeño que se comercializaba, hasta la introducción del 5.7×28mm de FN.
El .22 Hornet llena el vacío existente entre el .22 WMR y el .223 Remington, siendo adecuado como alternativa para el control de depredadores pequeños y alimañas en zonas agrícolas.

## Historia
Antes del desarrollo del .22 Hornet, Reuben Harwood, había diseñado a fines del siglo 19, un cartucho similar, al que llamó el ".22 Harwood Hornet" que no es compatible con el .22 Hornet. El .22 Harwod Hornet fue el resultado de ajustar el cuello del casquillo del .25-20 Winchester para alojar una bala calibre .22, y fue inicialmente cargado con pólvora negra.
El inicio del desarrollo del .22 Hornet se atribuye a los experimentos iniciales que se hicieron a fines de los años 1920, usando el .22 WCF en la armería Springfield. En l930 Winchester adoptó e introdujo al mercado este calibre al que anteriormente se le atribuyó su diseño a Townsend Whelen, antes de que se comercializaran armas recamaradas para este cartucho.

## Performance
Munición de fábrica es ampliamente disponible de todos los fabricantes importantes, generalmente con las balas que pesan 34, 35, 45, o 46 granos (2.2, 2.3, 2.9, o 3.0 g), con balas invariablemente cualquier punto vacío o punto blando. La Velocidad de salida es típicamente de 2,500 a 3,100 p/s (760 a 940 m/s), la energía es de aproximadamente 700 libras/pie (950 J)..

## Aplicaciones

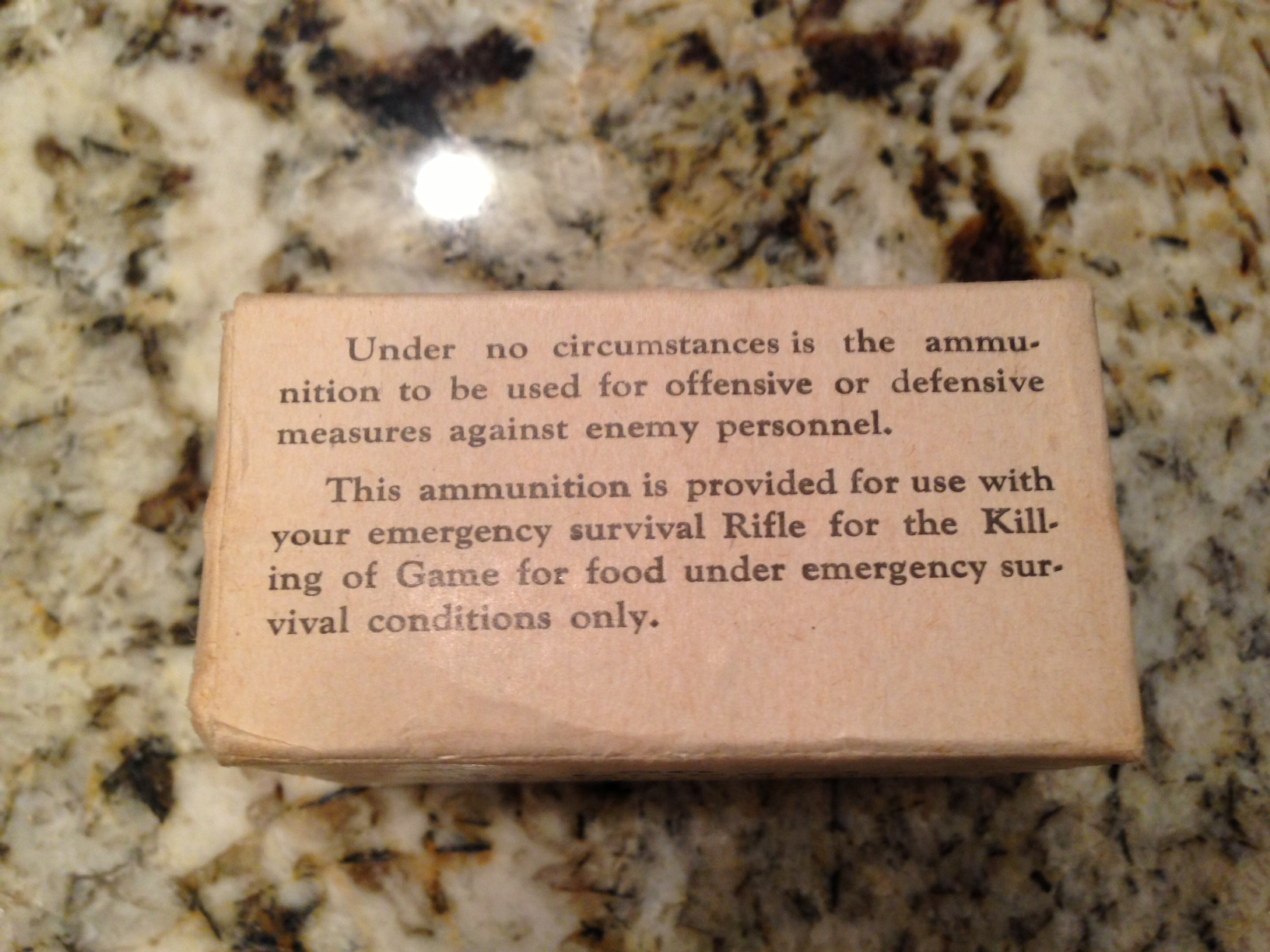
Revelación
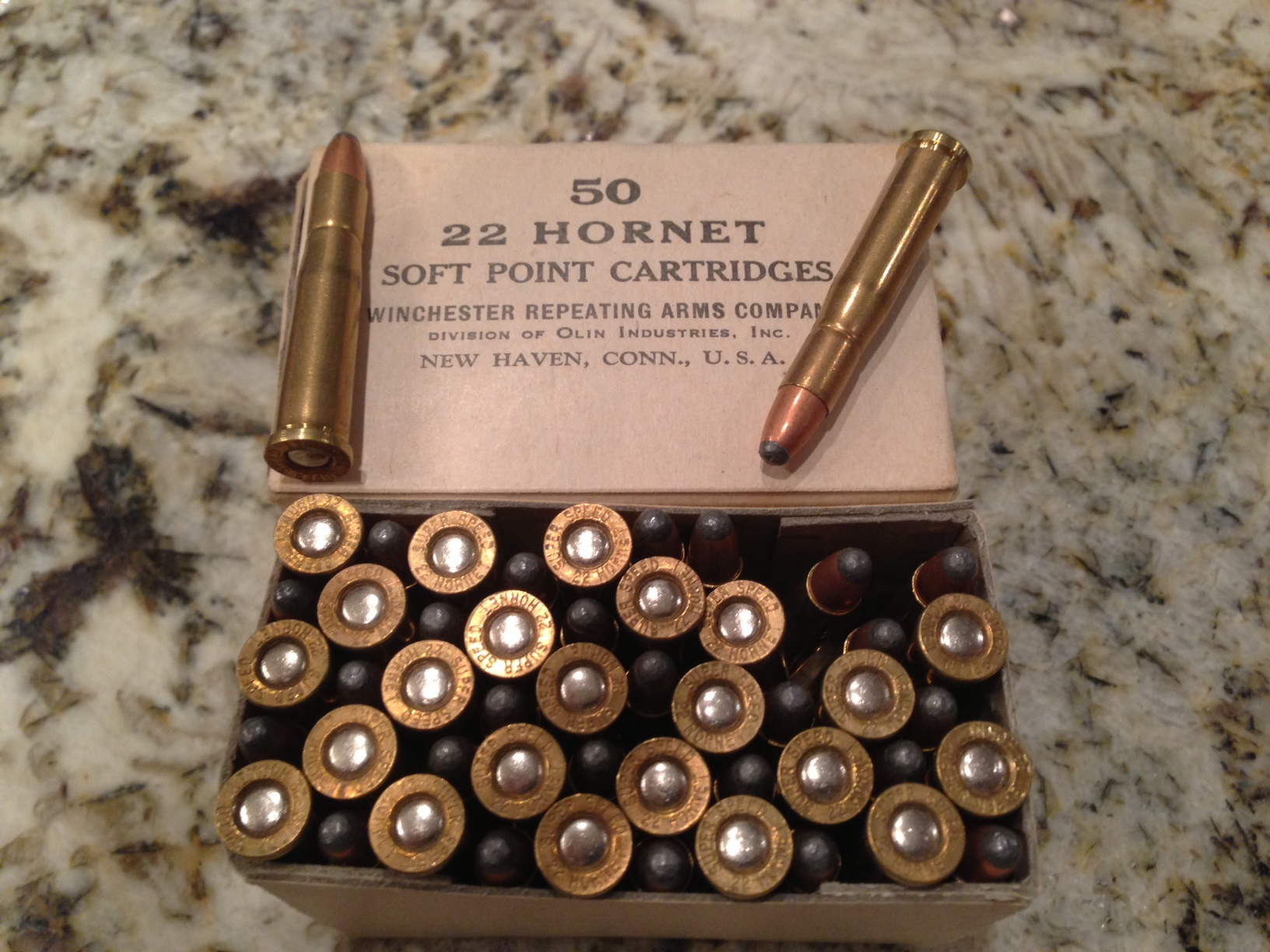
.22 Hornet Caja

### Caza
El Hornet está considerado un ideal para la caza menor, no siendo tan potente como otros .22 de fuego central.
La ausencia de retroceso del .22 Hornet lo ha vuelto incluso bastante popular entre cazadores de venados en algunas regiones, a pesar de ser considerado insuficiente para ser usado en la caza de venados, es sumamente preciso. El famoso americano Jack O'Connor criticó esta práctica en los años 1950, alegando que el Hornet en ninguna circunstancia "podría" ser considerado un calibre venadero.

## Lectura más lejana
- Fadala, Sam (5 de noviembre de 2012). «The .22 Hornet». Guns. Archivado desde el original el 15 de diciembre de 2016. Consultado el 15 de mayo de 2014.
- Raab, Rocky (June 2000). «K-Hornet Is Old and Improved». Handgun Hunter Magazine. Archivado desde el original el 3 de octubre de 2018. Consultado el 17 de mayo de 2014.